# Florianópolis
Florianópolis (zwane również Floripa) – miasto w południowej Brazylii, stolica stanu Santa Catarina. Miasto obejmuje obecnie całą wyspę Świętej Katarzyny oraz dzielnicę Capoeiras na stałym lądzie. Liczba ludności wynosi 500 973 osób (2019).  

## Historia
Osada została założona w 1673 r. pod nazwą Desterro, a w 1714 r. uzyskała prawa miejskie. W 1739 roku miasto zostało siedzibą kapitanii, z racji strategicznego położenia w połowie drogi pomiędzy Rio de Janeiro a Buenos Aires. Wkrótce miasto zaczęło się rozwijać, napływali do niego liczni imigranci, zwłaszcza z Azorów i Madery. Na wyspie wybudowano twierdzę i liczne fortyfikacje obronne, rozwinął się handel, rolnictwo oraz przetwórstwo bawełny i lnu. Od 1823 roku do końca epoki monarchii Desterro przeżyło fazę silnego rozwoju urbanistycznego i przemysłowego oraz zostało stolicą prowincji (obecnie stanu) Santa Catarina. W 1893 r. w południowej Brazylii wybuchła wojna domowa znana jako Rewolta Federalistyczna, w wyniku której miasto zostało proklamowane stolicą separatystycznej republiki. Rewolta została krwawo stłumiona przez drugiego prezydenta Brazylii Floriano Peixoto, który nakazał rozstrzelanie wielu rebeliantów w miejscowej twierdzy. Po tym wydarzeniu lojalne wobec prezydenta władze zmieniły nazwę miasta na Florianopolis, czyli „miasto Floriana".

## Demografia
Liczba mieszkańców miasta wynosi  500 973 (2019 r.), zaś cała aglomeracja liczy ok. 1,1 miliona. Gęstość zaludnienia wynosi 623 os./1 km². Większość mieszkańców miasta to Brazylijczycy pochodzenia europejskiego, głównie z Portugalii, oraz koloniści z Azorów. Oprócz nich główne grupy narodowościowe to Niemcy i Włosi. Biali stanowią 90% mieszkańców, 9% osoby mieszanym pochodzeniu określane jako Pardo, a Czarni 1%.

## Gospodarka
Główną gałęzią gospodarki jest turystyka i usługi z nią związane. W sektorze usług jest zatrudnionych 96% czynnych zawodowo, zaś w przemyśle odpowiednio 3,4%. Na przełomie wieków znacznie rozwinął się tu rynek usług i technologii informatycznych, często  mówi się o Florianópolis jako o brazylijskiej „Dolinie Krzemowej z plażami". PKB brutto per capita wynosi 40 162 dolarów (2019). W mieście rozwinął się przemysł spożywczy i włókienniczy.

## Zabytki
W centralnej części miasta zachowało się wiele przykładów architektury kolonialnej (domy, uliczki, kościoły i muzea). Do głównych zabytków należą: dawny pałac gubernatora (obecnie muzeum poety João da Cruz e Sousa) oraz targ miejski, gdzie handluje się żywnością i wyrobami lokalnego rzemiosła. Dobrze zachowane są XVIII-wieczne fortyfikacje twierdzy São José. 
Zabytkiem techniki jest wiszący most Hercílio Luz wybudowany w 1926 r., łączący stały ląd z wyspą Świętej Katarzyny, o długości całkowitej 820 m i przęśle długości 340 m, który nadal jest najdłuższym wiszącym mostem w Brazylii. Po trwającym niemal 20 lat remoncie został on ponownie otwarty dla ruchu w marcu 2020 roku. 

## Turystyka
Florianópolis jest jednym z najczęściej odwiedzanych przez turystów miejsc w Brazylii. Znajdują się tu 42 plaże, laguny, wodospady, tropikalna dżungla, można aktywnie uprawiać sporty wodne i turystykę pieszą. Centrum turystyczne jest zlokalizowane wokół laguny Conceição, znajdują się tam liczne hotele, restauracje, ośrodki sportowe, kluby nocne, sklepy i targi.

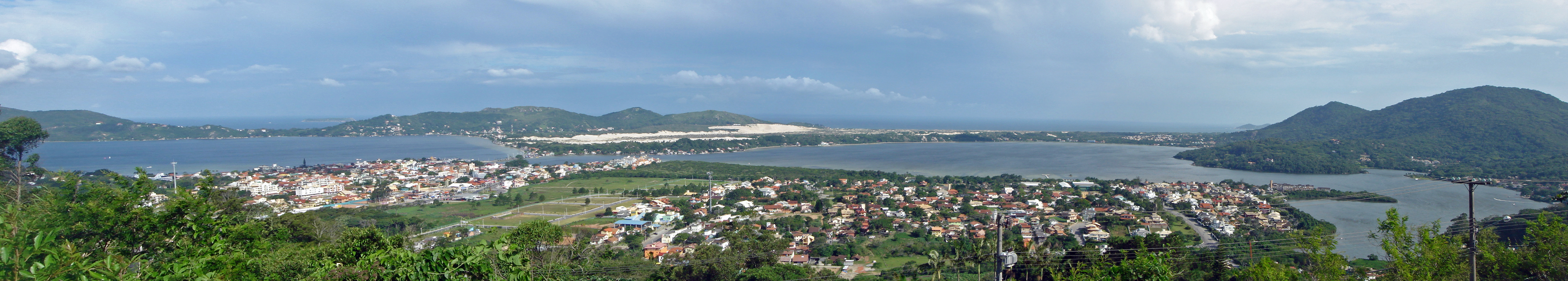
Panorama Laguny Conceição

Wypoczynkowi sprzyja klimat, średnie temperatury w okresie letnim (grudzień – luty) wynoszą 24-25 stopni, maksymalne 25-29, minimalne 21 stopni. Najwyższe opady występują w styczniu (średnio 250 mm miesięcznie), najniższe w sierpniu (74 mm), roczna suma opadów to 1768 mm. Dotarcie do miasta ułatwia międzynarodowy port lotniczy Hercilio Luz z połączeniami do kilkunastu miast brazylijskich, a także do Montevideo, Buenos Aires i Córdoby.

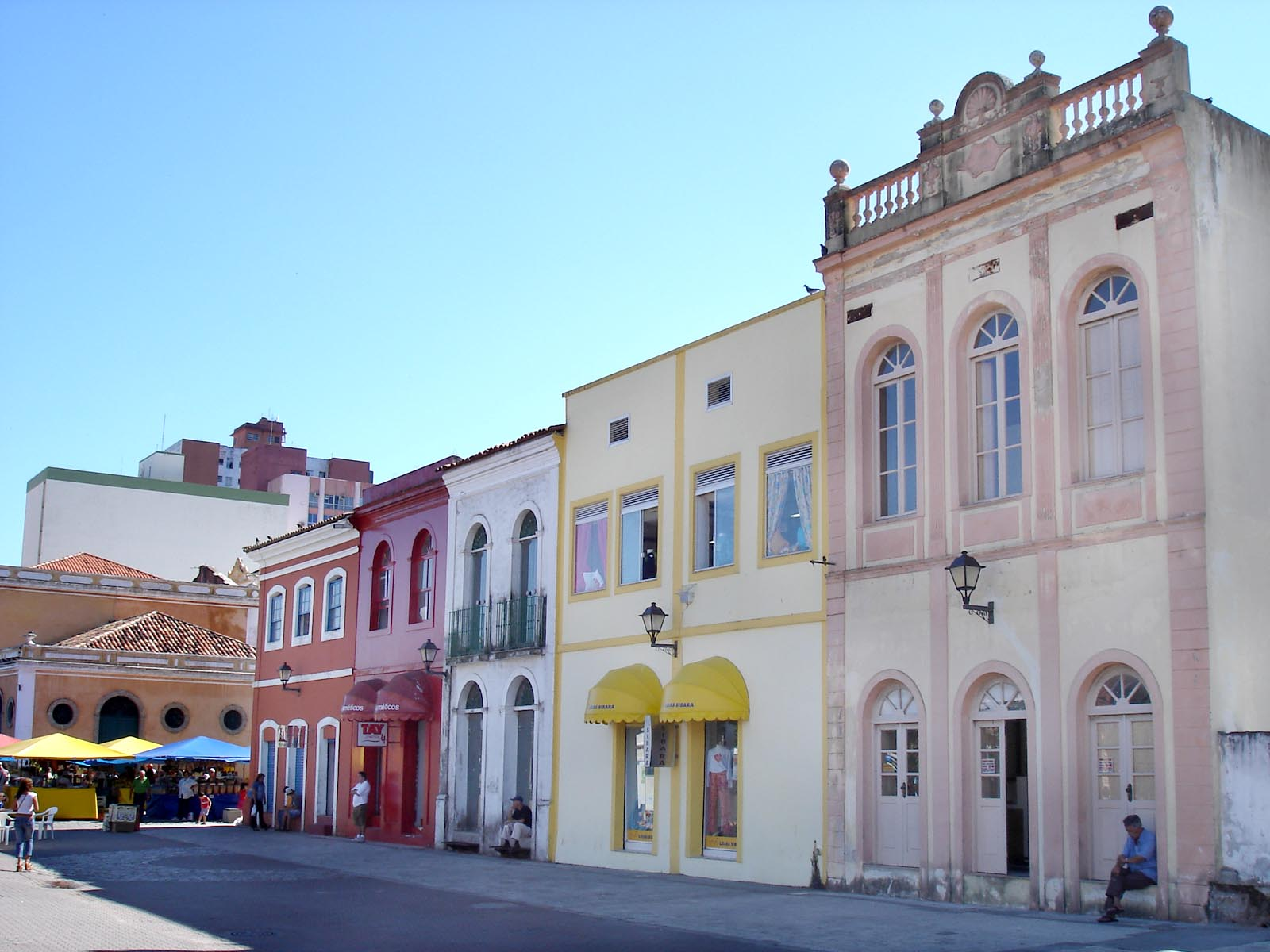
Zabytkowe centrum miasta
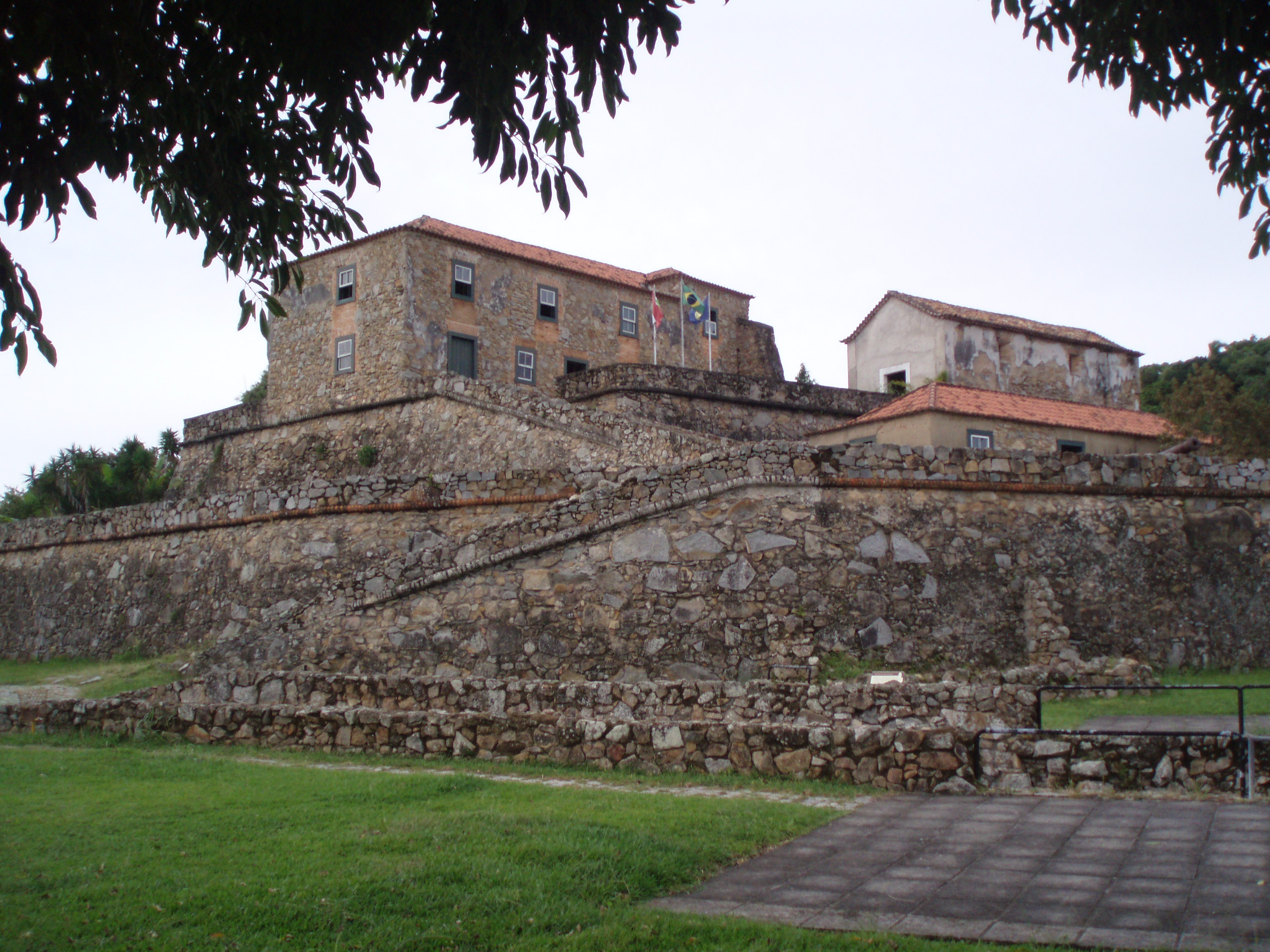
Twierdza São José
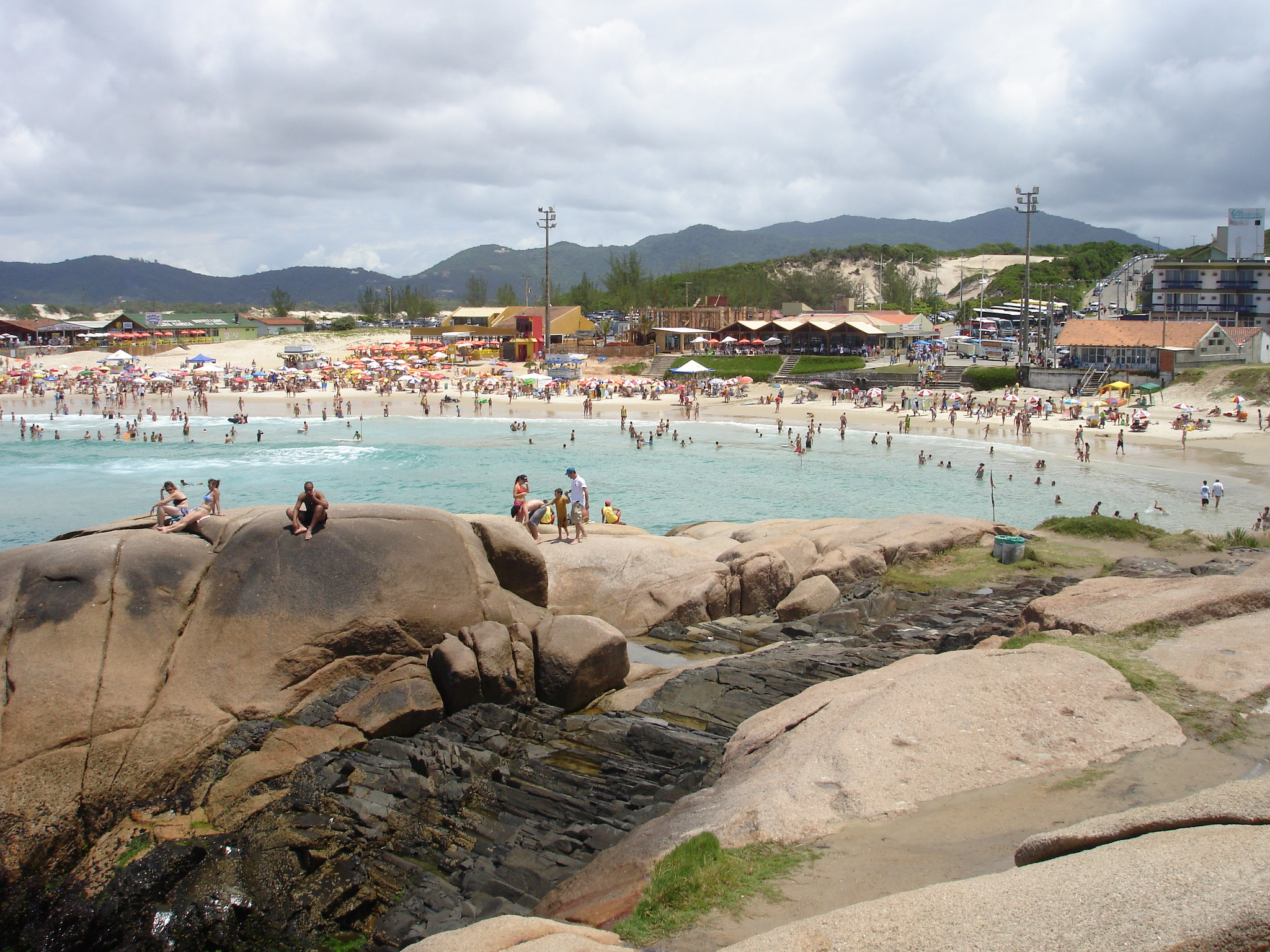
Plaża Mole
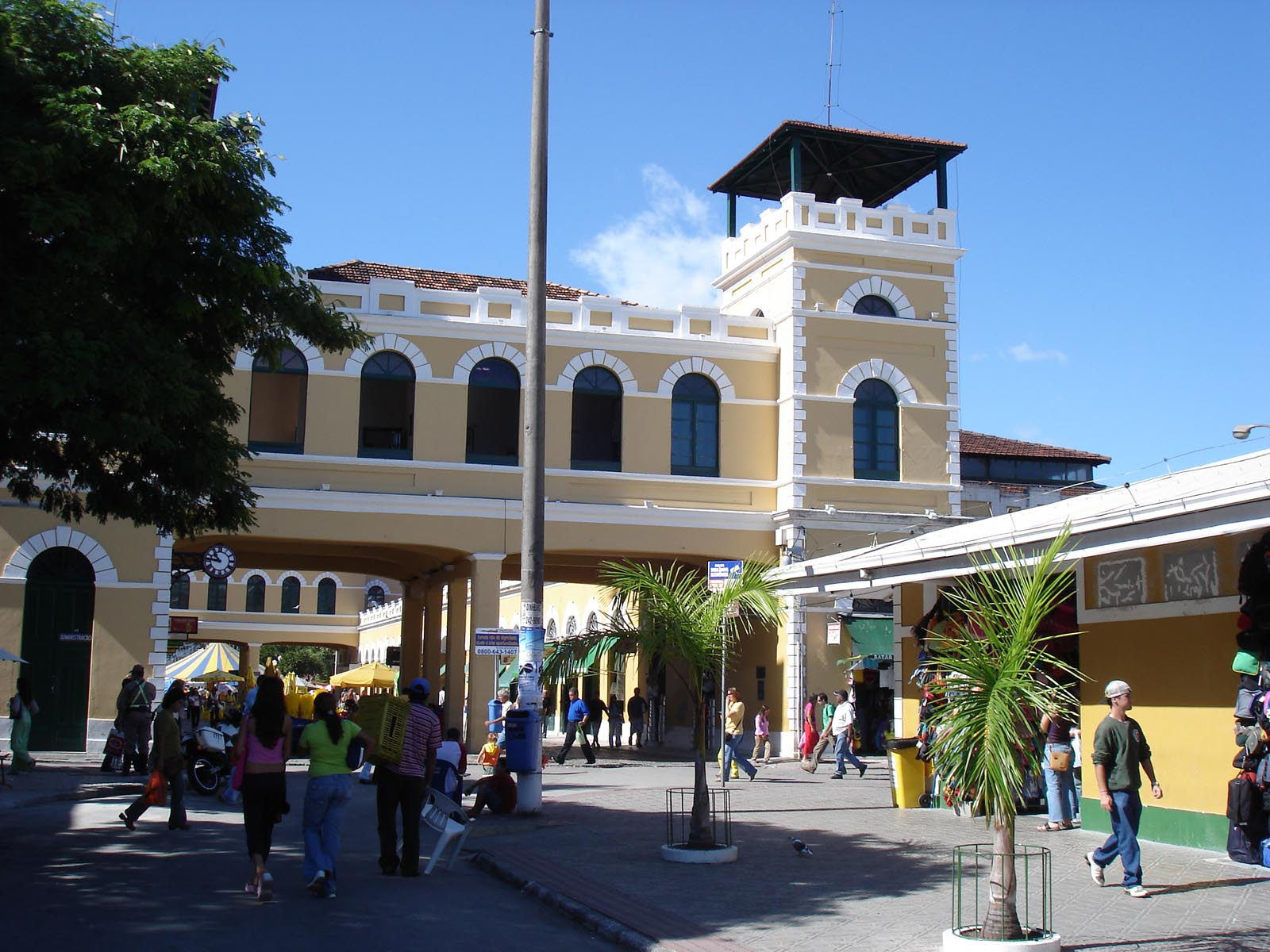
Targ miejski
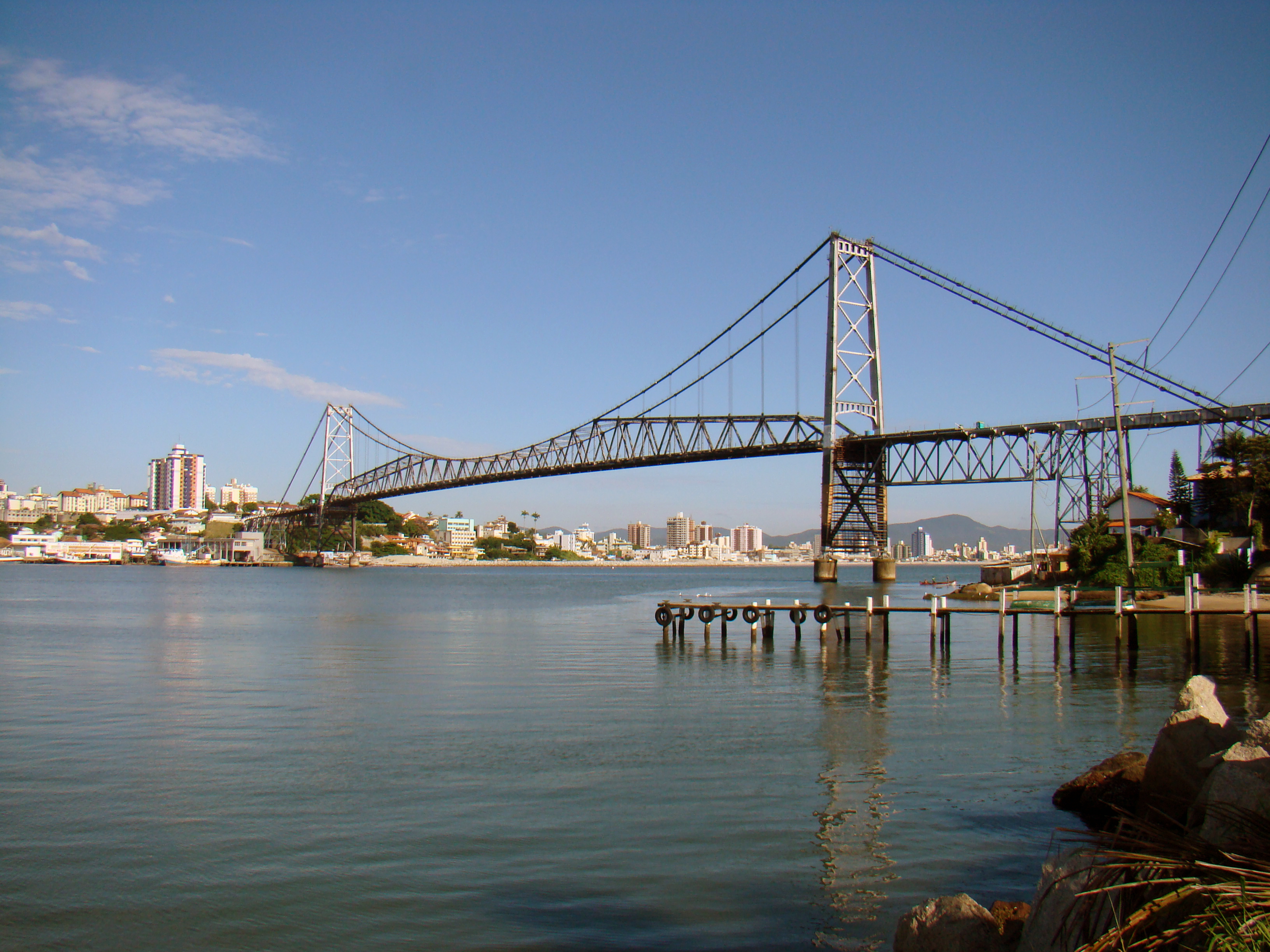
Wiszący most Hercílio Luz
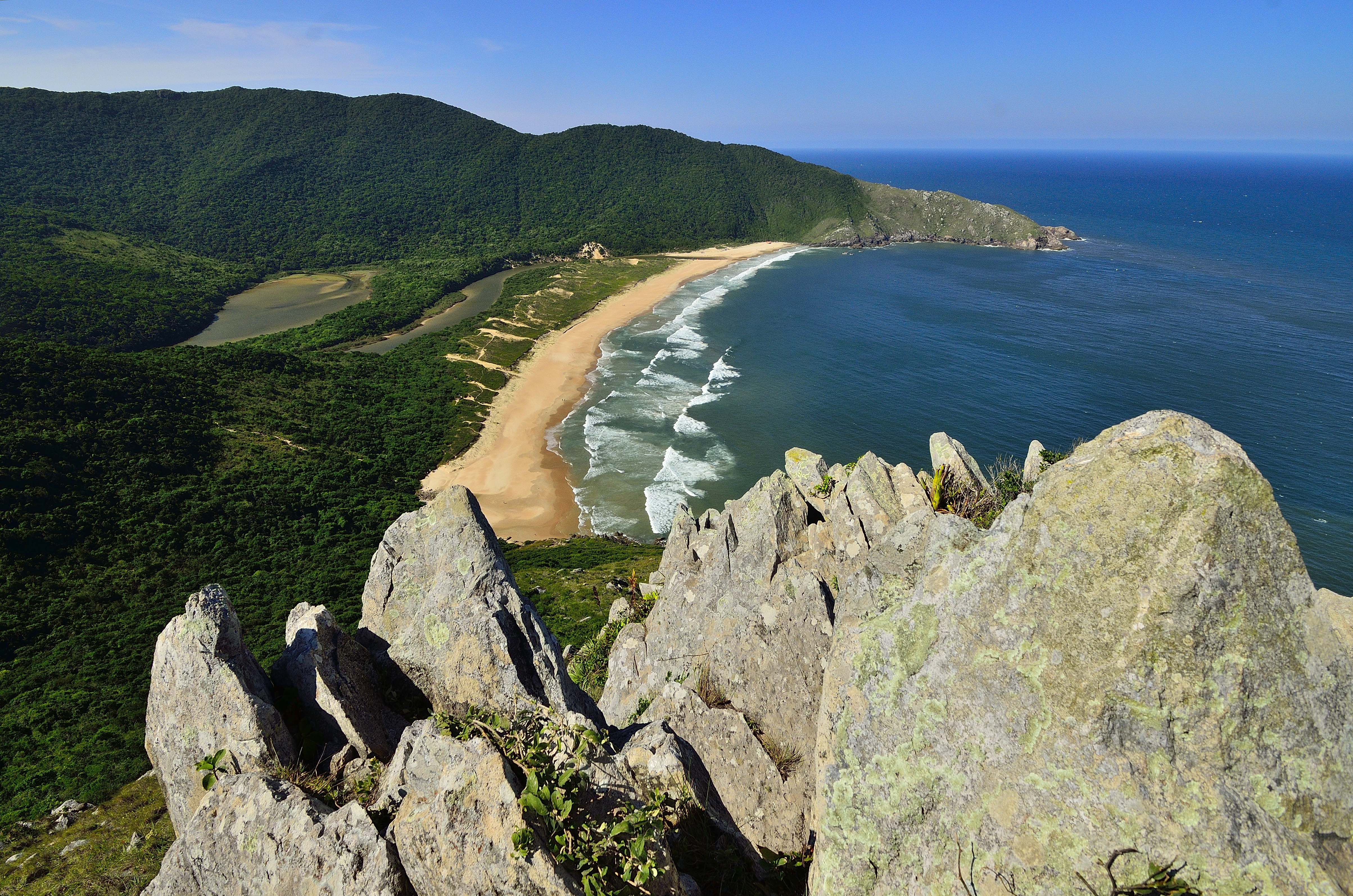
Plaża Lagoinha do Leste
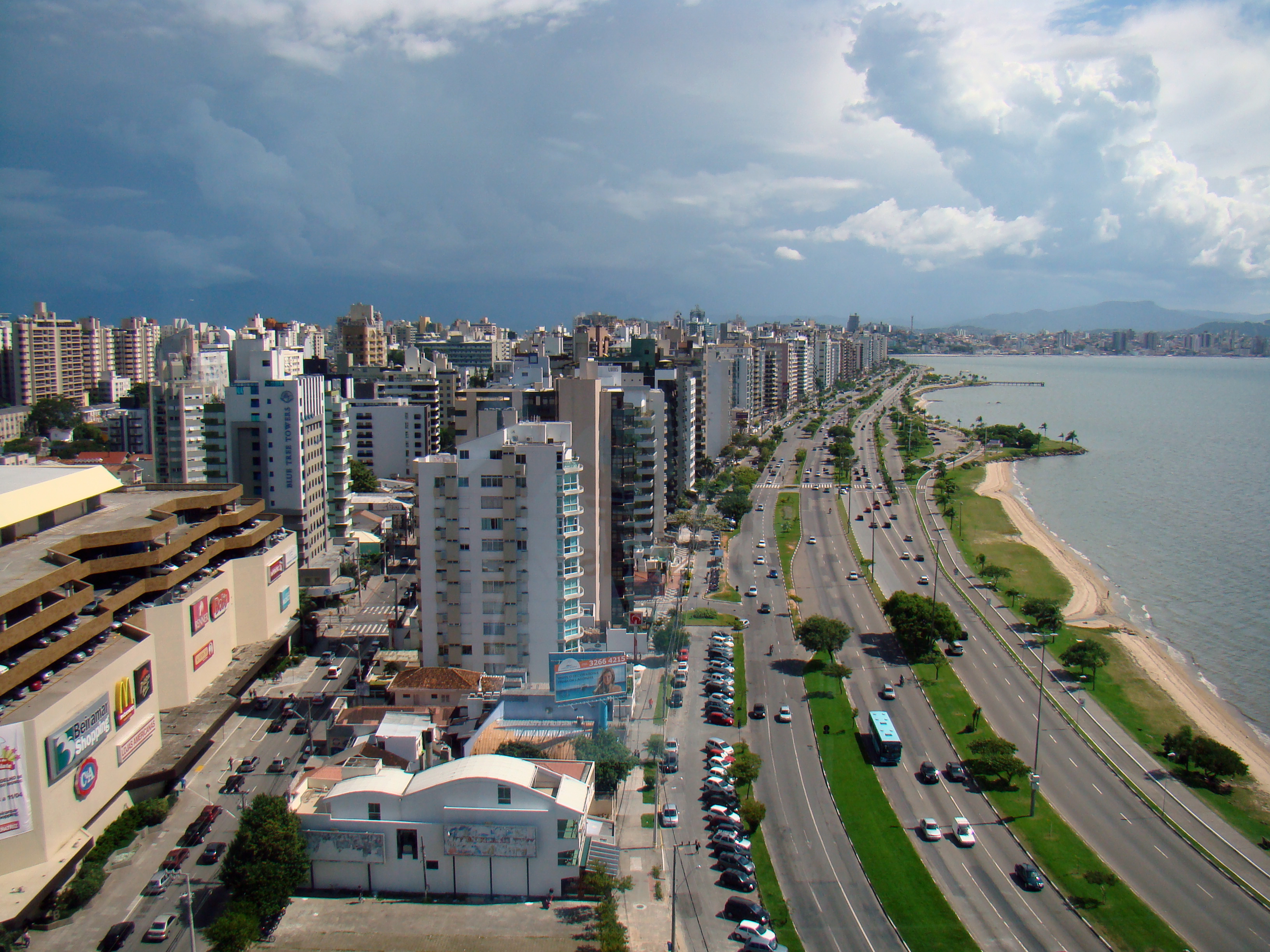
Avenida Beira Mar

## Sport
We Florianópolis najpopularniejszymi sportami są piłka nożna, piłka siatkowa, tenis i surfing.
Florianópolis jest siedzibą Avaí FC (klub piłkarski występujący w Campeonato Brasileiro Série A w sezonie 2017) i Figueirense Futebol Clube (klub występujący w Campeonato Brasileiro Série B w tym samym sezonie). Od 2013 roku w mieście rozgrywany jest kobiecy turniej tenisowy, WTA Brasil Tennis Cup, zaliczany do cyklu WTA Tour.

## Miasta partnerskie
- Córdoba, Argentyna
- Mar del Plata, Argentyna
- Luján, Argentyna
- San Diego, Stany Zjednoczone
- Roanoke, Stany Zjednoczone
- Ibiza, Hiszpania
- Viña del Mar, Chile
- Fray Bentos, Urugwaj
- Sendai, Japonia
- Praia da Vitória, Portugalia
- Ponta Delgada, Portugalia
- Angra do Heroísmo, Portugalia
- Porto, Portugalia
- Saint-Étienne, Francja
- Presidente Franco, Paragwaj
- Fernando de la Mora, Paragwaj
- Assunção, Paragwaj